# Weigela florida
Weigela florida là một loài thực vật có hoa trong họ Kim ngân. Loài này được (Bunge) A. DC. miêu tả khoa học đầu tiên năm 1839.

## Hình ảnh

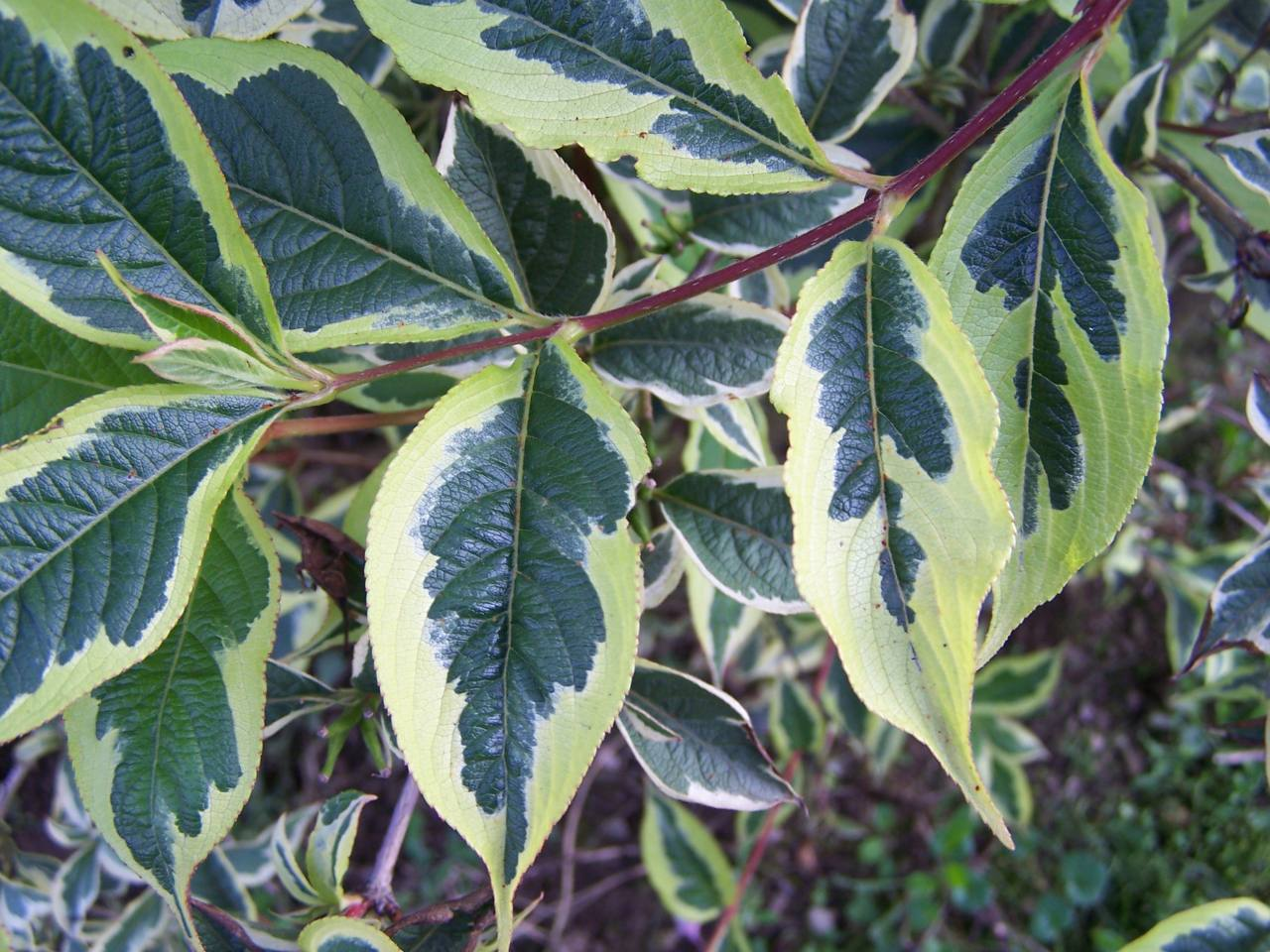
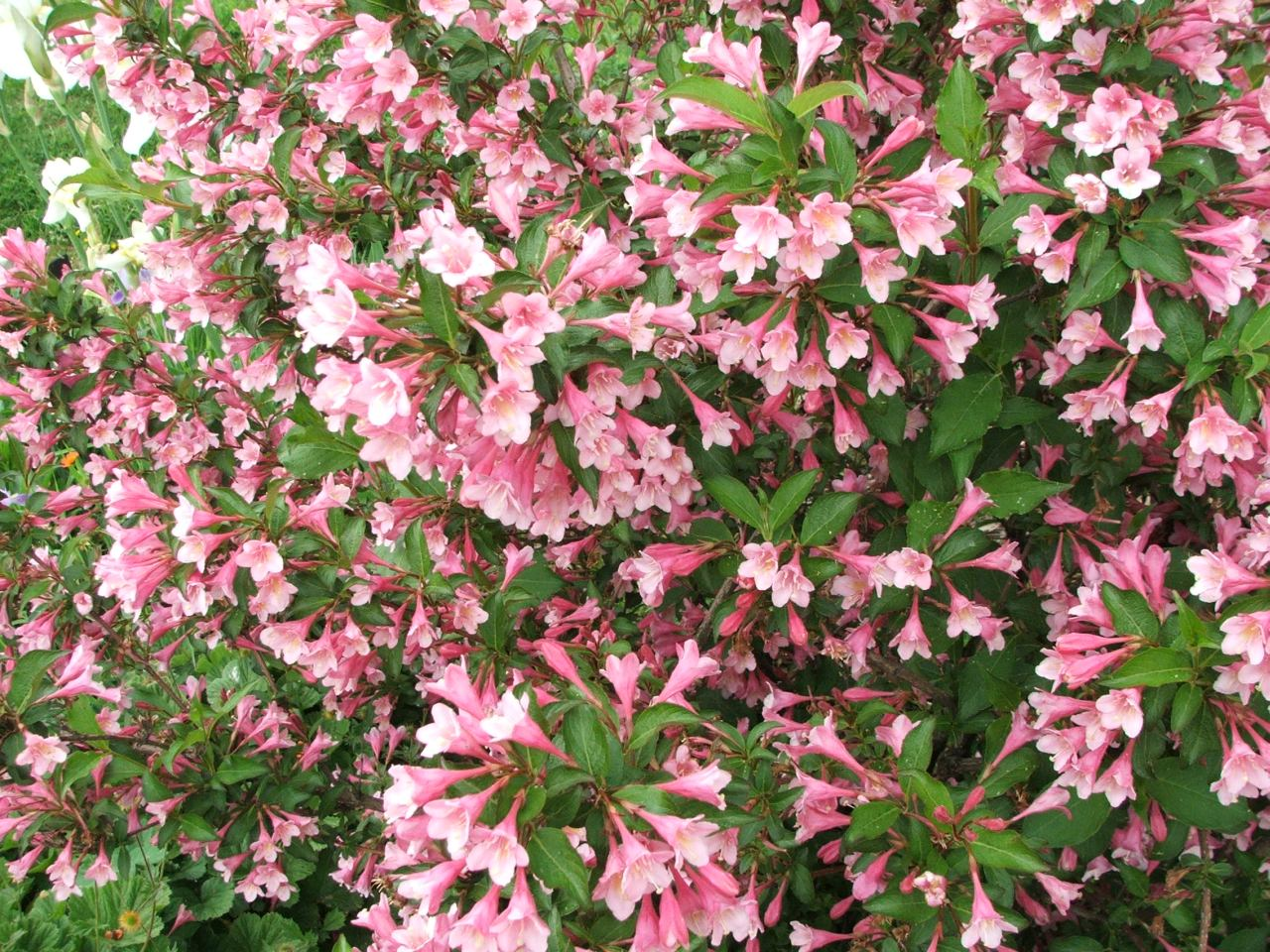
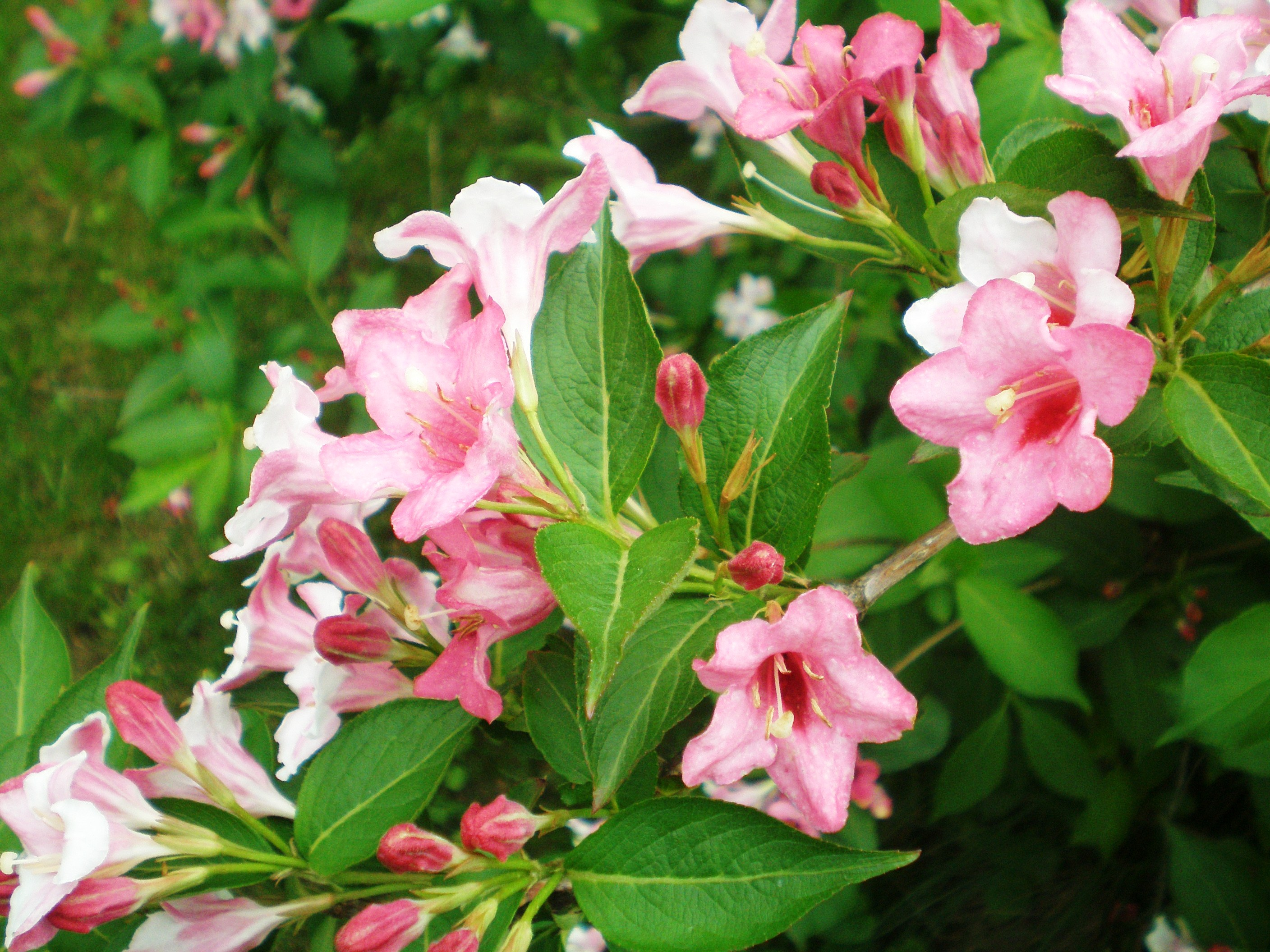
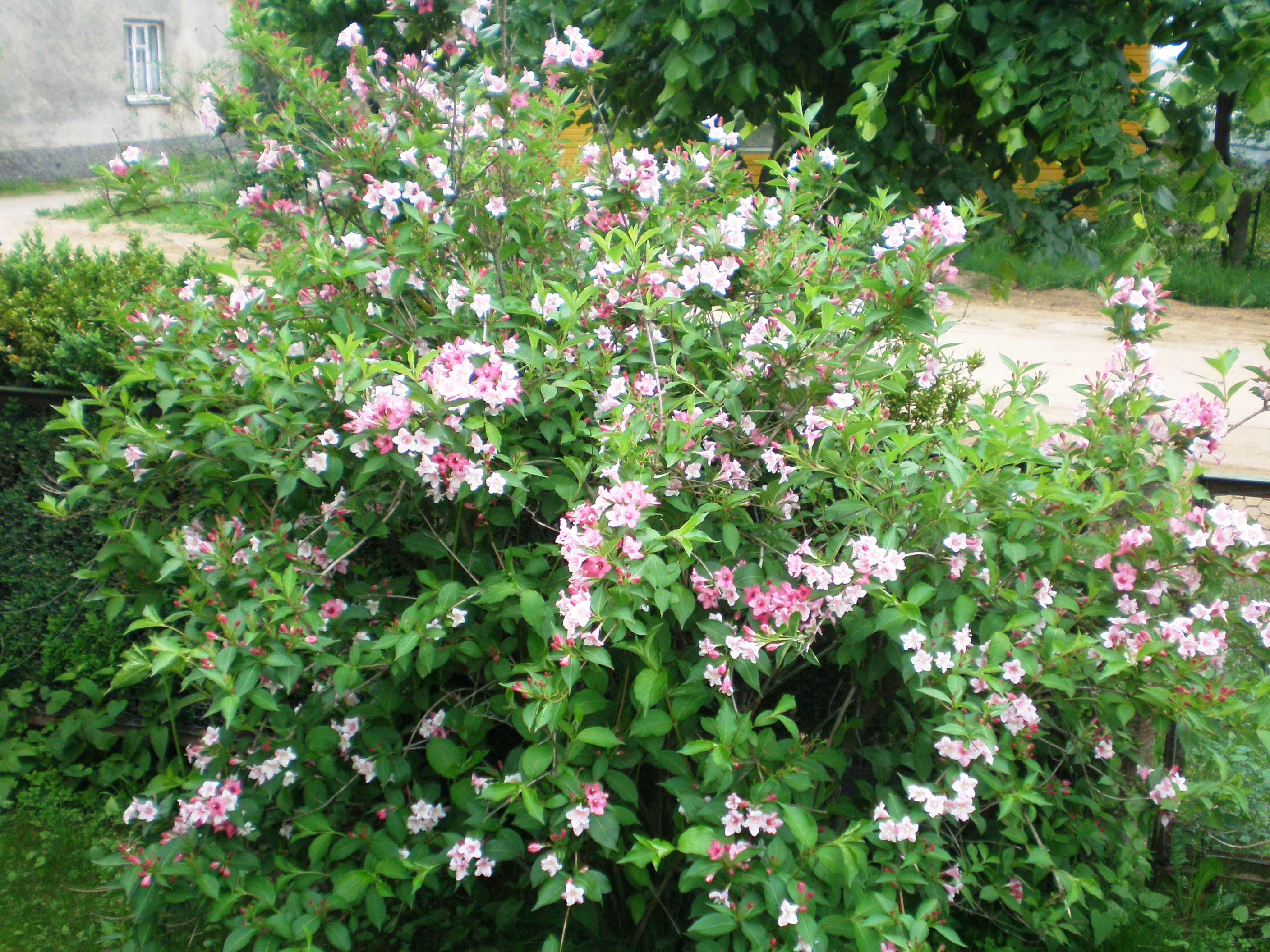